# Thesproter
Die Thesproter oder Thesproten waren die antiken Bewohner der nordgriechischen Landschaft Thesprotien. Sie waren neben den Molossern und Chaoniern einer der drei bedeutenden Stämme des antiken Epirus. Bereits Homer beschrieb in der Odyssee die Thesproter als seefahrendes Volk unter Herrschaft des Königs Pheidon. Die bedeutendste Stadt des antiken Thesprotias war Ephyra, welche ein sehr berühmtes Totenorakel (Nekromantion) besaß.

Epirus in der Antike

Ungefähr auf dem Gebiet des antiken Thesprotiens befindet sich heute die griechische Präfektur Thesprotia.